# Kleine neusbeer
De kleine neusbeer of bergcoati (Nasua olivacea) is een roofdier uit de familie van de kleine beren (Procyonidae).

## Kenmerken
De vachtkleur varieert van olijf- tot roestbruin. De recht omhoog gehouden staart bevat een aantal zwarte ringen. Ze hebben een lengte van 40-50 cm waarvan een staartlengte van 20-25 cm en wegen 1-1,5 kg.

## Verspreiding en leefgebied
Deze soort komt voor in de bergwouden van Venezuela, Colombia en Ecuador op hoogten tussen 2700 en 3100 meter.